# Jacopo Gattilusio
Jacopo Gattilusio (fallecido en 1428) fue el tercer señor de Lesbos. Era el hijo mayor de Francesco II de Lesbos, a quien sucedió como señor de la isla el 26 de octubre de 1403 o 1404.
William Miller resumió que la motivación de Jacopo como gobernante semiautónomo era favorecer los intereses genoveses cuando entraban en conflicto con los venecianos, pero cooperaba con ambos cuando mostraban signos de unirse contra sus vecinos, los otomanos. Por ejemplo, ayudó a Centurión II Zaccaria, príncipe de Acaya, contra la familia Tocco de Cefalonia y Zacinto.
No tuvo descendencia masculina, por lo que a su muerte fue sucedido por su hermano menor Dorino I Gattilusio.

## Matrimonio
Jacopo estaba casado con Bona Grimaldi. Solo se conoce un niño:
- Una hija. Casada con Nicolás Crispo, señor de Siros. Era hijo de Francisco I Crispo del Ducado de Naxos.

Nicolás mencionó a Jacopo como su suegro en su correspondencia del año 1426. Sin embargo, se desconoce el nombre de su esposa. Tuvo once hijos pero no existe constancia de su madre o de sus madres.
Un relato de Caterino Zeno fechado en 1474 menciona a Niccolò como casado con Valenza Gran Comneno, una supuesta hermana de la hija de Juan IV de Trebisonda. Los genealogistas han debatido si esto significa que Niccolò tomó una segunda esposa o si Zeno se equivocó.